# SOFFet
SOFFet（ソッフェ）は、J-POP／ラップの分野で活動する男性2人組である。

## メンバー
ともに東京都出身。どちらも作詞作曲、歌、楽器演奏を担当する。
- GooF（1980年6月28日 - 、A型）：作詞、エレアコベース、ウッドベース（アスタラビスタのメンバーとしても活動）
- YoYo（1980年8月19日 - 、O型）：作詞、作曲、サウンドプロデュース、ピアノ、ギター

## 略歴
- 小学校5年生のときに同じクラスになり、家も近かったので、家族ぐるみの付き合いをするようになる。
- 15歳のとき、ラップと出会い、SOFFetの原型が出来る。
- 1998年、メジャーレーベルのオーディションの最終審査を突破。YoYoの声はコンピレーションアルバム「DIGGABLE002」に残る。
- 1999年、YoYoは渡米し、バークリー音楽院で学ぶ。GooFはその間にソロで活動を続行。
- 2002年、インディーズでCDをリリース。翌年ワーナーミュージック・ジャパンよりメジャーデビューを果たした。
- 2006年、rhythm zoneに移籍。
- 2010年、GooFは左肩骨折だったが、YoYoは緊張性発声障害を発症したので、一時活動を休止していた[1][2]。

## 特色
恋愛を題材にした楽曲が多く、ラップの無い純粋な「歌モノ」もある。その一方で、「ファンファン大佐」シリーズでは下世話な歌詞が綴られている。
ユニット名の意味は全くの造語で、語呂の良さで決まった。「Soffe」と表記していた時代もある。

## ディスコグラフィ

### シングル
|          | リリース日     | タイトル                                        | 規格                                | 販売生産番号          | 収録アルバム         |
| 1st      | 2003年3月12日  | 君がいるなら☆                                   | 12cmCD                              | WPC7-10172            | Carnival             |
| 2nd      | 2003年5月14日  | がむしゃら凸凹大レース!?                        | 12cmCD                              | WPC7-10182            | Carnival             |
| 3rd      | 2003年7月9日   | 南の島へ行きましょう                            | 12cmCD                              | WPCL-10011            | Carnival             |
| 4th      | 2003年11月19日 | 人生一度                                        | 12cmCD                              | WPCL-10054            | SWINGIN' BROTHERS    |
| 5th      | 2004年3月17日  | 春風                                            | 12cmCD                              | WPCL-10076            | SWINGIN' BROTHERS    |
| 6th      | 2004年7月22日  | Private Beach                                   | 12cmCD（ボーナストラック入） 12cmCD | WPCL-10107 WPCL-70019 | SWINGIN' BROTHERS    |
| 7th      | 2005年6月8日   | へその緒                                        | 12cmCD                              | WPCL-10171            | ココロフィルムノート |
| 8th      | 2005年12月7日  | キグルミマスター                                | 12cmCD                              | WPCL-10221            | ココロフィルムノート |
| 9th      | 2006年8月30日  | everlasting one                                 | 12cmCD                              | RZCD-45409            | ココロフィルムノート |
| 10th     | 2006年11月15日 | Life                                            | 12cmCD                              | RZCD-45459            | ココロフィルムノート |
| 11th     | 2007年7月18日  | Answer                                          | 12cmCD                              | RZCD-45570            | NEW STANDARD         |
| 12th     | 2007年11月14日 | Love Story                                      | 12cmCD                              | RZCD-45730            | NEW STANDARD         |
| 13th     | 2008年1月30日  | 東京ホタル                                      | 12cmCD                              | RZCD-45782            | NEW STANDARD         |
| 14th     | 2008年7月2日   | スキナツ （SOFFet with mihimaru GT 名義）       | 12cmCD+DVD 12cmCD                   | RZCD-45923 RZCD-45924 | Jam the Universe     |
| 15th     | 2008年11月26日 | 花                                              | 12cmCD                              | RZCD-46046            | Jam the Universe     |
| 16th     | 2009年4月29日  | 蒼空バラッド                                    | 12cmCD+DVD 12cmCD                   | RZCD-46163 RZCD-46164 | Jam the Universe     |
|          | 2009年9月30日  | More than I love you 〜365のキセキ〜 with MAY'S | 12cmCD                              | RZC1-46304            | Jam the Universe     |
|          | 2011年11月11日 | JAM'S KEY                                       | 12cmCD                              | JKPR-1101             | THE SWING BEAT STORY |
| デジタル | 2012年11月21日 | なにもおこらないクリスマス                      |                                     |                       | THE SWING BEAT STORY |
| デジタル | 2013年5月15日  | One plus One                                    |                                     |                       | THE SWING BEAT STORY |
| デジタル | 2013年6月12日  | 音楽                                            |                                     |                       | THE SWING BEAT STORY |
| 17th     | 2013年7月10日  | 鼓動                                            | 12cmCD                              | QFCS-10001            | THE SWING BEAT STORY |
| デジタル | 2016年3月14日  | 3.14                                            |                                     |                       | Love Letter Poetry   |

### アルバム
|        | リリース日    | タイトル                                   | 規格                        | 販売生産番号            |
| ミニ   | 2002年7月26日 | ソッフェのぽかぽかミュージック             | CD                          | VIBCDS-001              |
| 1st    | 2003年8月20日 | Carnival                                   | CD（低価格版） CD（通常版） | WPCL-10024 WPCL-10025   |
| 2nd    | 2004年8月25日 | SWINGIN' BROTHERS                          | CD（ボーナストラック入） CD | WPCL-10115 WPCL-10116   |
| 3rd    | 2007年1月17日 | ココロフィルムノート                       | CD+DVD CD                   | RZCD-45501/B RZCD-45502 |
| 4th    | 2008年2月27日 | NEW STANDARD                               | CD+DVD CD                   | RZCD-45820/B RZCD-45821 |
| ベスト | 2008年8月20日 | SOFFet BEST ALBUM -ALL SINGLES COLLECTION- | CD+DVD CD                   | RZCD-45949/B RZCD-45950 |
| 5th    | 2009年9月30日 | Jam the Universe                           | CD+DVD CD                   | RZCD-46302/B RZCD-46303 |
| ベスト | 2011年3月9日  | SOFFet Collaborations Best "With"          | CD                          | RZCD-46826              |
| 6th    | 2013年8月7日  | THE SWING BEAT STORY                       | CD+DVD CD                   | QFZS-1 QFCS-1002        |
|        | 2015年9月20日 | "Retro Romantic" Self Covers Ⅰ             | CD                          | JKPR-1102               |
| 7th    | 2017年2月15日 | Love Letter Poetry                         | CD CD+DVD                   | ZLCP-317 ZLCP-320       |

### 映像作品
|             | リリース日    | タイトル                                                                        | 販売生産番号 |
| Live DVD+CD | 2012年4月25日 | LIVE DVD Turn the JAM'S KEY TOUR SPECIAL 2012 -2MC1DJ1TJB- + SINGLE CD Marry Me | XQBZ-2001    |

### 参加作品
| リリース日     | 曲名 | 収録された作品                                                     |
| 2002年11月20日 | マイ・ペース / SOFFet | Various Artists「REALRHYME TRAX phase 2」                          |
| 2003年10月22日 | Stand Up Again feat. SOFFet | 山嵐「COLORS WATER」                                               |
| 2005年8月17日  | GOOD MORNIN' GOOD ROLLIN' / 佐藤竹善 & SOFFet with No Name Hourse                                                                   | 佐藤竹善 & SOFFet with No Name Hourse「GOOD MORNIN' GOOD ROLLIN'」 |
| 2007年4月18日  | ワクワク♥ぬけがけ大作戦 / dorlis×SOFFet×Jazztronik                                                                                  | dorlis「Swingin' Pary 2 ～ワクワク♪ Jive×Jazz×Jam～」              |
| 2007年6月13日  | セカイセイハ -Liga Oriente Remix- / SOFFet                                                                                          | Liga Oriente「Remistura / Remixed and Compiled by Liga Oriente」   |
| 2008年6月25日  | 雨の日には 雨の中を 風の日には 風の中を feat. GooF from SOFFet <SMOOTH RAP version>                                                 | 島谷ひとみ×相田みつを「雨の日には 雨の中を 風の日には 風の中を」   |
| 2008年7月2日   | 泣き夏 | mihimaru GT with SOFFet「泣き夏」                                  |
| 2008年9月3日   | Music Traveler / with SOFFet | BENNIE K「Music Traveler / with SOFFet」                           |
| 2008年12月3日  | Music Of Love / 日之内エミ × SOFFet                                                                                                 | 日之内エミ「ME...」                                                |
| 2009年1月14日  | Life Story 09 / Full Of Harmony featuring SOFFet                                                                                    | Full Of Harmony「BEST FEAT 9909」                                  |
| 2009年11月11日 | Stack my musik feat. GooF from SOFFet                                                                                               | LiquidFunk「FuturePlayer」                                         |
| 2010年1月27日  | Beautiful Smile ～NO MUSIC, NO LIFE.～ / SOFFet with Tokyo Junkastic Band                                                           | Various Artists「NO MUSIC, NO LIFE. SONGS」                        |
| 2010年2月24日  | ないていたいよ | アニーポンプ feat. GooF from SOFFet「ないていたいよ」              |
| 2015年9月2日   | JOURNEY / SOFFet × MAY'S × KEN THE 390                                                                                              | MAY'S「Traveling」                                                 |
| 2017年12月20日 | 傾奇炎Ⅱ feat. KLUTCH（ET-KING）,コブラJP（FANTAGROUP）,ヤス一番？（nobodyknows+）, GooF（SOFFet）,SEAMO,YOPPY（エイジアエンジニア） | ONE☆DRAFT「ENDRUN」                                                |

### 楽曲提供
| リリース日     | 曲名             | 収録された作品                             |                                               |
| 2002年7月24日  | Life Story       | F.O.H「Life Story／Who's that?～3Men鏡」   | 編曲（SOFFet） サウンドプロデュース（YoYo）   |
| 2004年11月24日 | 言わない関係     | 平井堅「SENTIMENTALovers」                 | コーラス（SOFFet）                            |
| 2005年11月16日 | believin’        | CHEMISTRY「fo(u)r」                        | 作詞（SOFFet）                                |
| 2006年7月26日  | 星空の下で       | SMAP「Pop Up! SMAP」                       | 作詞・作曲（SOFFet） コーラスアレンジ（YoYo） |
| 2008年9月24日  | 夕街風           | 高杉さと美「RELATION ～あの風を辿って～」  | 作詞・コーラス（SOFFet） 作曲（YoYo）         |
| 2017年8月23日  | 恋するヘルシンキ | ピンキー!ノーラ&ペトラ「オーロラとピース」 | 作曲（YoYo）                                  |

### 楽曲に関して
- デビューシングル「君がいるなら」の地獄のレコーディングが終わった次の日に、データがすべて消えてしまった。
- デビュー前の「変態マスター」は、地元や友達にしか配られていない、CDに収録されているのとは違う内容のMDが存在する。
- FMラジオ局NACK5で毎週土曜24時からオンエア中の『JAPANESE DREAM』で行われるランキングで、シングル『人生一度』が2003年11月度月間グランプリを獲得した。この番組では一ヶ月間にリリースされるJ-POPのシングルを1曲も余さず全てオン・エアし、その曲の中から投票によってランキングを決定しているので、2003年11月発売の全てのシングルの頂点に立ったといえる。
- この『人生一度』は初登場でオリコン44位だったものの、その後12週に渡ってチャートインし、ロングヒットを記録した。また、バラエティ番組金持ちA様×貧乏B様とコラボレートし、北陽が出演するスペシャルPVが作成された。また、この曲の内容は、サラリーマンを馬鹿にしているのではないかという批判が起こり、掲示板などで話題となった。以来公式には「SOFFet流の応援歌だ」と弁明しているが、mp3で出回っているインディーズ時代のバージョンは、3番の歌詞が違い、サラリーマンへの皮肉なトーンが強い。「変態マスター」などの内容にもあてはまるが、10代の頃の彼らには「つまらんオヤジになりたくない」という意識が強かったように思われる。
- シングル『Private Beach』で「ひとつの楽曲で最多のバリエーションを持つPV」という記録でギネス申請をした。サビの部分で42パターンの吉本興業の若手芸人が出演している（通常版は山本圭壱）。最終的にギネスに認定されたかどうかは不明。
- シングル『へその緒』の発売日である6月8日、SOFFetは日本記念日協会にこの日を『へその緒の日』とするよう申請し、新たな記念日が制定された。
- 6月8日当日、FMラジオ『やまだひさしのラジアンリミテッドDX』（JFN系/毎週月～木 25:00～27:00）と、衛星放送 スペースシャワーTV『ゴゴイチ！』（毎週日曜 13:00～15:00）の人気2番組との合同企画で、渋谷J-POPカフェで『へその緒の日』イベントが開催された。
- シングル『キグルミマスター』の歌詞は、移籍直前にワーナーにあてて書いた内容のようにも読めるが、真偽は不明。
- シングル『Answer.』のカップリングである「Potato Chips」という楽曲は、後述のタイアップ企画により制作された楽曲であり、自分達の書いた日記の内容を元に作詞された。

### タイアップ
| 曲名                                            | タイアップ                                                                |
| ----------------------------------------------- | ------------------------------------------------------------------------- |
| だらりぽっぽっぽ                                | フジテレビ系「エンタ!見たもん勝ち」エンディングテーマ                     |
| キグルミマスター                                | シネカノン配給映画「転がれ!たま子」イメージソング                         |
| TRIO the ROCK                                   | フジテレビ系「69★TRIBE ロック族」エンディングテーマ                       |
| Join the Party Tune!!                           | 高須クリニックCMソング                                                    |
| 春風                                            | MBS・GAORA「第78回選抜高等学校野球大会」オープニングテーマ                |
| Answer                                          | 日本テレビ系「音楽戦士 MUSIC FIGHTER」POWER PLAY                          |
| Answer                                          | フジテレビ系「志村けんのだいじょうぶだぁII」2008年3月度エンディングテーマ |
| Answer                                          | フジテレビ系「幸太郎Wキッチン」2008年3月度エンディングテーマ              |
| Potato Chips                                    | ホンダ・クロスロード「クロスファクトリー『RAP×DIARY』」オリジナルソング   |
| 東京ホタル                                      | 「NPOホタルの会」公認ソング                                               |
| 東京ホタル                                      | 東京都水道局「安全でおいしい水プロジェクト」応援ソング                    |
| 東京ホタル                                      | 日本テレビ系「音楽戦士 MUSIC FIGHTER」POWER PLAY                          |
| スキナツ                                        | 日本テレビ系「しゃべくり007」POWER PLAY                                   |
| スキナツ                                        | 「MUSIC B.B.」2008年8月度エンディングテーマ                               |
| 花                                              | TBS系「王様のブランチ」12・1月度エンディングテーマ                        |
| 花                                              | 札幌テレビ放送「WE! TV」11月度オープニングテーマ                          |
| 蒼空バラッド                                    | 日本テレビ系「音楽戦士 MUSIC FIGHTER」POWER PLAY                          |
| JunkArtistic with Tokyo Junkastic Band          | 高須クリニックCMソング                                                    |
| More than I love you ～365のキセキ～ with MAY'S | テレビ東京系「JAPAN COUNTDOWN」2009年9月度オープニングテーマ              |
| The moment I saw you with Sowelu                | TBSラジオ「カキーン」コラボソング                                         |
| Beautiful Smile ～NO MUSIC, NO LIFE.～          | 高須クリニックCMソング                                                    |

## ミュージックビデオ
| 監督                                                   | 曲名 |
| AOKI'S DRECTORS TEAM : P.BOUCHILLOUX,O.DEFAYE,C.DEFAYE | 「キグルミマスター」 |
| AOKI'S DRECTORS & 松本剛                               | 「キグルミマスター (ONLY SSTV EDITION)」 |
| 高木聡                                                 | 「蒼空バラッド」(出演:米村美咲) |
| 高城明久                                               | 「everlasting one」 「がむしゃら凸凹大レース!?」 「君がいるなら☆」 「春風」(出演:松岡璃奈子) 「南の島へ行きましょう」(出演:清水沙映)           |
| 高野透矢                                               | 「人生一度 (SPECIAL Ver.)」 |
| 宅野祐介                                               | 「へその緒」 |
| 土屋隆俊                                               | 「Love Story」(出演:大石参月) |
| 二十里真也                                             | 「人生一度」 |
| 堀江慶                                                 | 「スキナツ」(出演:武蔵・武智健二) |
| 松本剛                                                 | 「2度目のファーストキス」(出演:コッセこういち)                                                                                                 |
| ムラカミタツヤ                                         | 「Answer」(出演:梶原雄太) 「Life」(出演:武田航平) 「More than I love you 〜365のキセキ〜 with MAY'S」 「また会う日まで」 「花」 「東京ホタル」 |
| 不明                                                   | 「Marry Me」(出演:AZI a.k.a. 橋本悠一郎) 「マイペース」 「変態マスター」 「Private Beach」 「鼓動」(出演:派谷恵美)                             |

## 出演
ラジオ
- SOFFetのぽかぽかRadio（JFN）
- SOFFet Radio Carnival（bayfm）

## 主なライブ

### ワンマンライブ・主催イベント
- 2007年 - ホワイトデー・スペシャル・ライブ
- 2009年 - SOFFet Spring-Summer Circuit '09
- 2010年 - SOFFet Acoustic Jam-premium seat-
- 2010年 - SOFFet Jam the Universe Tour 2010
- 2010年 - SOFFet with Tokyo Junkastic Band
- 2010年 - 音霊 OTODAMA SEA STUDIO 2011「FEEL THE EARTH～自然と遊ぼう!!!僕らの夏スペシャル!!!～」
- 2012年 - SOFFet DEBUT 10th ANNIVERSARY SPECIAL LIVE "JOIN THE PARTY" with Tokyo Junkastic Band
- 2013年 - THE SWING BEAT STORY TOUR 2013-2014
- 2014年 - SOFFet with カルメラ&クリヤ・マコト
- 2014年 - SOFFet × カルメラ
- 2016年 - SOFFet 夜空Fes. in NIHOMBASHI MITSUKOSHI

### 出演イベント
- 2004年07月10日 - MONGOL800 全国PARTY!! ～百々2004～
- 2004年08月08日 - SUMMER SONIC 2004
- 2005年08月19日 - お台場冒険王 FUJI POP 69★TRIBE～King of 69★ADVENTURE!～
- 2006年06月24日 - MIYAKO ISLAND ROCKFESTIVAL 2006
- 2006年12月16日・17日 - Rhythm Nation 2006
- 2007年10月26日 - MINAMI WHEEL 2007
- 2008年08月09日 - TREASURE05X 2008 ～GOLD RUSH～
- 2008年11月24日 - mihimaru GT mihimaLIVEツアー'08 みひっとまだまだガムシャrise
- 2008年12月06日 - OGA NAMAHAGE ROCK FESTIVAL VOL.0.9
- 2009年03月21日 - MAY'S First Tour "Dreaming" with Aya na ture Tour Final
- 2009年12月19日 - FMヨコハマ 25thアニバーサリー プレイベント ～男ZUSHI MAX SPECIAL!!! 音霊番外編～
- 2012年07月19日 - pianoforte
- 2012年08月04日 - OCEAN PEOPLES
- 2013年03月17日 - Daikanyama Loop Presents 「Negi ROAD Vol'2」
- 2013年04月25日 - Rap+Entertainment presents The Dish
- 2013年07月05日 - MONGOL800 ga LIVE "800BEST" at 日本武道館
- 2013年09月07日 - Sunset Live 2013
- 2013年09月18日 - 中塚武 meets SOFFet
- 2013年10月14日 - MINAMI WHEEL 2013
- 2014年09月07日 - SLAPSTICK～by Atman～
- 2014年09月13日 - MARUGAME GROOVE
- 2014年11月24日 - 丸八音楽会
- 2015年09月05日 - 23rd Sunset Live 2015 -Love & Unity-
- 2015年09月20日 - ZEPPIN vol.1
- 2015年09月26日 - ALL STREET FESTIVAL 2015
- 2016年02月11日 - Maaarch♪vol.13
- 2016年03月13日 - 「ZEPPIN」SPECIAL～the goodtime sound of music～

## 交友関係
- 下町兄弟と共演。
- 光永亮太、田臥勇太らと55年会を結成。
- スキマスイッチとデビュー前から交流があり、音楽の話からプライベートの相談まで聞きあう関係。
- 平井堅のアルバム「SENTIMENTALovers」収録の「言わない関係」にコーラスでゲスト参加。
- CHEMISTRYの4thアルバム「fo(u)r」収録曲「believin'」を作詞。
- 藤本和則（Liga Oriente)とは、「春風」「Life」「Love Story」「Answer」「花」の他に、SMAP、日之内エミ作品など多くの作品を共作している。
- SMAPの18th Album「Pop Up! SMAP」収録曲「星空の下で」を作詞、作曲、コーラスアレンジ。
- Aqua Timezの太志は新曲のCDをあげるほどの仲である。
- 日之内エミとは、お互いの曲に参加している。